# Yannick Eijssen
Yannick Eijssen (nascido em 26 de junho de 1989, em Lovaina) é um ciclista bélgico, que atualmente corre para a equipe BMC Racing Team.